# Перетягування канату на літніх Олімпійських іграх 1904

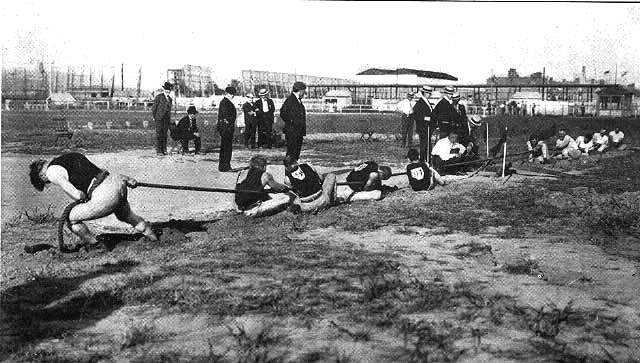
Одна із зустрічей з перетягування канату

Змагання з перетягування канату на ІІІ літніх Олімпійських іграх в Сент-Луїсі (США) проходили 31 серпня та 1 вересня 1904 року. В них узяли участь 6 клубних команд по 5 спортсменів у кожній із трьох країн. Увесь п'єдестал пошани посіли американські команди, хоча у складі бронзового призера був один німець.
Наймолодшим учасником змагань був американець Оскар Фріде (23 роки 48 днів), найстарішим — американець Джим Мітчел (40 років 214 днів).

## Країни-учасники
Всього в змаганнях узяли участь 30 спортсменів із трьох країн:

В дужках вказано кількість спортсменів
- США (20)
- Греція (5)
- Південно-Африканська Республіка (5)

## Змагання

### Чвертьфінал
| Переможець                                  | Програв                               |
| ------------------------------------------- | ------------------------------------- |
| США Milwaukee Athletic Club                 | Південно-Африканська Республіка Boers |
| США Southwest Turnverein of Saint Louis № 1 | Греція Pan-Hellenic                   |
| США New York Athletic Club                  | ні                                    |
| США Southwest Turnverein of Saint Louis № 2 | ні                                    |

### Півфінал
| Переможець                  | Програв                                     |
| --------------------------- | ------------------------------------------- |
| США Milwaukee Athletic Club | США Southwest Turnverein of Saint Louis № 1 |
| США New York Athletic Club  | США Southwest Turnverein of Saint Louis № 2 |

### Фінал
| Переможець                  | Програв                |
| --------------------------- | ---------------------- |
| США Milwaukee Athletic Club | New York Athletic Club |

### Втішний фінал
Команди, що поступились у півфінальних двобоях, провели між собою зустріч, переможець якої здобув право змагатись з командою New York Athletic Club за срібні медалі:
| Переможець                                  | Програв                                     |
| ------------------------------------------- | ------------------------------------------- |
| США Southwest Turnverein of Saint Louis № 1 | США Southwest Turnverein of Saint Louis № 2 |

Внаслідок того, що команда New York Athletic Club відмовилась від поєдинку й посіла 4-те місце, учасники втішного фіналу посіли відповідно друге та третє місця.

## Команди-переможниці
| Золото | Срібло | Бронза |
| США Milwaukee Athletic Club Сідней Джонсон · Конрад Магнуссон · Оскар Олсон · Генрі Сейлінг · Патрік Фленеган | США Southwest Turnverein of Saint Louis № 1 Оррін Апшоу · Макс Браун · Август Роденберг · Чарльз Роуз · Вільям Сейлінг | США Southwest Turnverein of Saint Louis № 2 Гаррі Джекобс · Франк Куглер · Чарльз Тіас · Оскар Фріде · Чарльз Хеберкорн |

## Медальний залік
| Місце | Країна | Золото | Срібло | Бронза | Загалом |
| ----- | ------ | ------ | ------ | ------ | ------- |
| 1     | США    | 1      | 1      | 1      | 3       |